# Benld (Illinois)
Benld je grad u američkoj saveznoj državi Ilinois. Prema popisu stanovništva iz 2010. u njemu je živjelo 1.556 stanovnika.